# Iecea Mare
Iecea Mare (en hongrois : Nagyjécsa, en allemand : Großjetscha) est une commune du județ de Timiș en Roumanie.